# Arcieparchia di Aleppo dei Melchiti
L'arcieparchia di Aleppo dei Melchiti (in latino: Archidioecesis Aleppensis o Beroeensis Graecorum Melkitarum) è una sede metropolitana senza suffraganee della Chiesa cattolica greco-melchita in Siria. Nel 2022 contava 19.000 battezzati. È retta dall'arcieparca Georges Masri.

## Territorio
L'arcieparchia estende la sua giurisdizione sui governatorati siriani di Aleppo, Idlib, al-Raqqa, Deir el-Zor e Hassaké (o Djéziré).
Sede arcieparchiale è la città di Aleppo, dove si trova la cattedrale della Dormizione della Vergine Maria.
Il territorio è suddiviso in 8 parrocchie.

## Storia
La comunità melchita di Aleppo è una delle più antiche della regione. L'eparchia di Berea (antico nome di Aleppo) risale al IV secolo e fu elevata al rango di arcieparchia nel VI secolo.
L'arcieparchia greco-cattolica nacque ufficialmente dalla divisione che si produsse nel 1724 tra la comunità che dichiarò formalmente l'unione con Roma e la comunità che invece rimase sotto l'influenza di Costantinopoli. Già in precedenza la comunità greco-ortodossa di Aleppo aveva mostrato simpatie per il cattolicesimo e alcuni vescovi, a titolo personale, avevano fatto professione di fede cattolica: tra questi Gregorio nel 1698, Gennadio nel 1700 circa, e Gerasimos, il primo vescovo con cui inizia la serie attuale degli arcieparchi cattolici aleppini.
Nel 1790 l'arcieparchia divenne sede metropolitana senza suffraganee.
La persecuzione cui fu sottoposta la comunità cattolica costrinse l'arcieparca e la maggior parte dei fedeli a rifugiarsi in Libano. Solo nel 1830 con il riconoscimento ufficiale da parte delle autorità ottomane, i greco-cattolici melchiti poterono ritornare ad Aleppo: Gregorios Chahiat fu il primo arcieparca a poter risiedere stabilmente ad Aleppo, dopo quasi un secolo di esilio. Fu in questo periodo che venne costruita la cattedrale.
L'arcieparca porta i titoli di Aleppo, Seleucia e Cirro. Il titolo di Seleucia fu aggiunto nel 1844 per giustificare il rango di arcieparca; quello di Cirro fu aggiunto nel 1869 in seguito all'estensione della sua giurisdizione su Killis, nelle cui vicinanze si trova l'antica Cirro, dove un gruppo di greco-ortodossi chiese di potersi unire alla Chiesa cattolica.
Sono ben quattro gli arcieparchi di Aleppo elevati al Patriarcato di Antiochia dei Melchiti: Maximos II Hakim nel 1760, Maximos III Mazloum nel 1833, Kyrillos VIII Geha nel 1903 e Dimitrios I Cadi nel 1919.

## Cronotassi dei vescovi
Si omettono i periodi di sede vacante non superiori ai 2 anni o non storicamente accertati.
- Gerasimos Saigh, B.C. † (26 dicembre 1721 consacrato - 1732 dimesso)
- Maximos Hakim, B.C. † (23 maggio 1733 - 1º agosto 1760 confermato patriarca di Antiochia)
- Ignatius Jerbou † (settembre 1761 - 1º dicembre 1776 deceduto)
- Germanos Adam † (luglio 1777 - 10 novembre 1809 deceduto)
- Michel (Maximos) Mazloum † (26 luglio 1810 - 3 giugno 1816 elezione cassata)[1]
- Basilios Haractingi, B.C. † (3 giugno 1816 - 29 maggio 1823 deceduto)
  - Sede vacante (1823-1831)
  - Ignace Haggiuri (Ajjouri), B.A. † (9 giugno 1826 - 24 dicembre 1831 dimesso) (amministratore)
- Pierre (Gregorios) Chahiat, B.C. † (1832 - 24 agosto 1843 deceduto)
- Dimitri Antaki † (27 settembre 1844 - 9 luglio 1863 deceduto)
- Paul Hatem † (27 settembre 1863 consacrato - 10 febbraio 1885 deceduto)
- Cyrille Geha † (3 maggio 1885 - 22 giugno 1903 confermato patriarca di Antiochia)
- Joseph Cadi † (27 ottobre 1903 - 3 luglio 1919 confermato patriarca di Antiochia)
- Macario Saba † (25 giugno 1919 - 28 luglio 1943 deceduto)
- Isidore Fattal † (13 agosto 1943 - 4 settembre 1961 deceduto)
- Athanasios Toutoungi † (5 dicembre 1961 - 6 marzo 1968 dimesso[2])
- Néophytos Edelby, B.A. † (6 marzo 1968 - 10 giugno 1995 deceduto)
- Jean-Clément Jeanbart (2 agosto 1995 - 17 settembre 2021 ritirato)
- Georges Masri, dal 17 settembre 2021

## Statistiche
L'arcieparchia nel 2022 contava 19.000 battezzati.
| anno | popolazione | popolazione | popolazione | presbiteri | presbiteri | presbiteri | presbiteri                | diaconi | religiosi | religiosi | parrocchie |
| anno | battezzati  | totale      | %           | numero     | secolari   | regolari   | battezzati per presbitero | diaconi | uomini    | donne     | parrocchie |
| ---- | ----------- | ----------- | ----------- | ---------- | ---------- | ---------- | ------------------------- | ------- | --------- | --------- | ---------- |
| 1959 | 16.800      | 428.000     | 3,9         | 22         | 18         | 4          | 763                       |         | 12        | 21        | 16         |
| 1969 | 15.000      | 1.000.000   | 1,5         | 21         | 18         | 3          | 714                       |         | 7         | 27        | 6          |
| 1980 | 11.000      | ?           | ?           | 15         | 14         | 1          | 733                       |         | 1         | 31        | 8          |
| 1990 | 11.000      | ?           | ?           | 14         | 13         | 1          | 785                       |         | 1         | 28        | 8          |
| 1999 | 20.000      | ?           | ?           | 18         | 15         | 3          | 1.111                     |         | 3         | 30        | 9          |
| 2000 | 20.000      | ?           | ?           | 19         | 16         | 3          | 1.052                     |         | 10        | 30        | 9          |
| 2001 | 20.000      | ?           | ?           | 19         | 16         | 3          | 1.052                     |         | 3         | 22        | 9          |
| 2002 | 20.000      | ?           | ?           | 19         | 16         | 3          | 1.052                     |         | 3         | 21        | 9          |
| 2003 | 17.000      | ?           | ?           | 19         | 16         | 3          | 894                       |         | 3         | 22        | 9          |
| 2004 | 17.000      | ?           | ?           | 18         | 15         | 3          | 944                       |         | 3         | 25        | 10         |
| 2006 | 17.000      | ?           | ?           | 17         | 16         | 1          | 1.000                     |         | 1         | 26        | 10         |
| 2009 | 17.000      | ?           | ?           | 17         | 16         | 1          | 1.000                     |         | 1         | 28        | 10         |
| 2012 | 18.000      | ?           | ?           | 21         | 20         | 1          | 857                       | 1       | 1         | 28        | 12         |
| 2015 | 18.000      | ?           | ?           | 21         | 20         | 1          | 857                       | 1       | 1         | 28        | 12         |
| 2018 | 18.000      | ?           | ?           | 21         | 20         | 1          | 857                       | 1       | 1         | 28        | 12         |
| 2020 | 18.000      | ?           | ?           | 21         | 20         | 1          | 857                       | 1       | 1         | 28        | 12         |
| 2022 | 19.000      | ?           | ?           | 16         | 15         | 1          | 1.187                     | 1       | 1         | 28        | 8          |